# Джусь Ярослав Анатолійович
Яросла́в Анато́лійович Джусь (8 січня 1988, Київ) — український бандурист, композитор, аранжувальник, ді-джей, лавреат всеукраїнських та міжнародних конкурсів, півфіналіст та володар призу глядацьких симпатій телешоу «Україна має талант-2», засновник гурту «Шпилясті кобзарі».

## Життєпис
Ярослав Джусь народився у Києві. Мати Ярослава водила його до дитячого садочка «Зірочка» від заводу «Арсенал»— єдиного україномовного дошкільного закладу в тодішньому Києві. Згодом Ярослав відвідував мистецьку студію «Оранта», керівником якої був Григорій Мєстечкін. У студії навчали малювати, співати українські народні пісні та грати на музичних інструментах. Оскільки мати Ярослава не мала достатньо грошей, щоб купити сину фортепіано, то першим музичним інструментом Ярослава став акордеон. Навчаючись у дев'ятому класі, Ярослав уперше дізнався про бандуру, та почав займатися на цьому інструменті.
Потім Ярослав Джусь навчався у музичній школі ім. М. В. Лисенка та в Київській дитячій академії мистецтв. Згодом Ярослав вступив на навчання до спеціальної школи з поглибленим вивчення німецької мови, яку закінчив з відзнакою у 2003 році.
У 2003 році Ярослав закінчив дитячу музичну школу № 31 по класу фортепіано (з відзнакою).
- 2007 р. — курси Всеукраїнської школи молодіжних лідерів з кваліфікацією «Бакалавр управління молодіжною організацією».
- 2008 р. — Стрітівська вища педагогічна школа кобзарського мистецтва (червоний диплом молодшого спеціаліста, кваліфікація «Співак-бандурист, викладач бандури та співу, керівник капели бандуристів»).
- 2011 р. — Київський національний педагогічний університет ім. М. П. Драгоманова (факультет «Музичне мистецтво та психологія» з кваліфікацією «Бакалавр музичного мистецтва; вчитель музики».

З 2009 року Ярослав викладає фортепіано у Стрітівський вищій педагогічній школі кобзарського мистецтва. Того ж року він став членом Національної спілки кобзарів України.
З 2018 року веде передачу "Бандура Style"  на UA: Радіо Культура, де популяризує бандуру, кобзарство, повертає їх у суспільне життя нації. 
Гостями передачі неоднарозово ставали відомі бандуристи, кобзарі, музиканти, викладачі, мистецтвознавці, артисти: гурт "Шпилясті кобзарі", Ольга Гончаренко («KoloYolo»), Сергій Нечипоренко, Світлана Мирвода, Надія Брояко, Павло Рекун, Володимир Єсипок, Ванлісс, дружина Василя Литвина, Марина Круть, Сергій Захарець, Тарас Столяр, Ольга Буга, Оксана Боровець, Костянтин Новицький (ВІА «Кобза»), Іван Лузан («Сонцесвіт»), Георгій Матвіїв, Іван Ткаленко, Тарас Силенко, Наїна Дорошенко, Анастасія Войтюк, Тетяна Чернета, Василь Лютий, Юліан Китастий, Інна Лісняк, Тетяна Мазур та Сергій Шамрай («B&B Project»), Наталя Хмель («Riverland»), Руслана Лісова, Анна Соловей та інші.

## Творчість

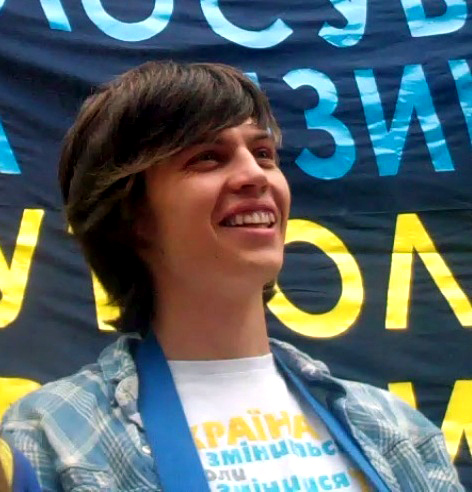
Ярослав Джусь у травні 2012 р.

- 2009 рік — Ярослав презентував свій соціальний фільм «Україна — це ТИ» на Всеукраїнському фестивалі соціальної реклами «Сильна Україна-2009».
- участь у науково-практичній конференції «Розвиток та популяризація бандурного мистецтва» в рамках фестивалю бандуристів-композиторів «Бандура дарує натхнення» з доповіддю на тему: «Концептуальний PR бандури: новітні тенденції та музичні експерименти».
- 2010 рік — півфіналіст та володар Призу глядацьких симпатій головного шоу країни «Україна має талант» (2 сезон).
- листопад 2010 р. — участь у Всеканадській церемонії вшанування жертв Голодомору 1932–1933 рр (Оттава, Канада).
- 2010–2014 — засновник та співорганізатор Кобзарського слему Міжнародного етнофестивалю «Країна мрій»;
- 2011 рік — участь у Міжнародному фестивалі джазової музики «Alfa Jazz Fest» разом із джаз-гуртом «Roman Archakov Project» (піаніст Роман Арчаков, саксофоніст Ігор Наумов).
- червень — серпень 2011 р. — гастролі Канадою (Галіфакс, Монтреаль, Оттава, Торонто, Саскатун, Вінніпег, Едмонтон), участь в акції «Історичний Потяг українських піонерів», яка була присвячена 120-й річниці переселення українських емігрантів до Канади.
- 2011–2013 рр. — популяризація бандури з гастролями Україною, Францією, Англією (Лондон, Оксфорд), Німеччиною (Берлін, Мюнхен), Білоруссю (Брест), Узбекистаном (Ташкент), Росією (Москва, Санкт-Петербург);.
- 2011 рік — створення народного гімну до чемпіонату з футболу «Євро-2012»[2].
- 14 грудня 2012 року — у Києві відбувся перший сольний концерт Джусь Ярослава за участю «Шпилястих кобзарів»[3].
- 2013 — рубрика «Ukrainian style» ранкового шоу «Let's go show!» на радіо «Europa plus»;
- 2014 — організатор сцени сучасної бандури Міжнародного етнофестивалю «Країна мрій»;
- 2013–2015 — учасник проєктів «Мистецький Арсенал», фестивалів «Трипільське коло», «Ше.Fest», «КобзАрт», «ГОГОЛЬFEST», «Корейська хвиля», мотофестивалю «Тарасова гора», Мегамаршу вишиванок, ART-пікніка Слави Фролової тощо;
- 2014 — учасник Всеукраїнського проєкту «День вуличної музики»;
- 2014 — благодійний концертний тур «Підтримаємо своїх» на підтримку українських військових;
- 2014 — нагорода «Найкращий композитор фільму» Міжнародного кінофестивалю «Відкрита ніч»;
- 2015 — проєкт «Музика воїнів», виконання духовного гімну «Боже, великий, єдиний» у Михайлівському Золотоверхому соборі.

## Проєкти
Ярослав Джусь є ініціатором створення продюсерської інноваційної мистецької агенції розвитку бренду «Україна», один з напрямів якої — бандура по-новому («BanduraSTYLE»). З 2007 року брав участь у створенні таких проєктів:
- дует «Барви України»;
- сольний проєкт «dj Dzhus»;
- перший молодіжний пізнавально-розважальний проєкт «Ukrainian Party» — вечірка різножанрової україномовної музики;
- джазовий квартет «Соковитий джаз»;
- секстет бандуристів «Шпилясті кобзарі». Саме цей колектив, художнім керівником та ініціатором якого є Ярослав, потрапив до 50-ки найталановитіших за версією шоу «Україна має талант-3» (2011 р.), та став суперфіналістом проєкту «Хвилина слави» (Росія, 2012 р.).

Ярослав Джусь веде активну концертну діяльність, здійснює запис власних творів, а також співпрацює з українськими музикантами, ді-джеями та гуртами: Олег Скрипка, ТНМК, Ілларія, Тартак, Ейва, Тінь Сонця, Веремій, Dudar band, Kiwi Project, За край, Go-A, Dj Indigo, Dj Romantic, та ін.
У 2013 році розпочато проєкт «Ukrainian style» спільно з радіо «Europa plus 92.8fm» (вперше на fm-хвилях у музичній рубриці ранкового шоу «Let's go show!» сучасні світові хіти звучать на бандурі).
Особливістю Ярослава є унікальна здатність до імпровізації та гарний слух від природи, що дозволяє музиканту миттєво відтворювати на бандурі та фортепіано щойно почуті музичні твори. Його авторська музика — щира, тонка, душевна, з українським присмаком, відрізняється особливим мелодизмом та чуттєвістю.
Ярослав Джусь поєднує у своїх творах народну творчість та сучасне мистецтво, імпровізує та синтезує відомі народні твори із сучасними ритмами. Він пише музику до короткометражних кінофільмів та відеопоезій («Тимка», «Не менше 50 кг.», «В небеса», «Ваня», «Серце моє»).
Весною 2016 року приєднався до патріотичного флешмобу #яЛюблюСвоюКраїну, опублікувавши відеозвернення, в якому розповів за що любить Україну.